# 知床岳
知床岳（しれとこだけ）は、北海道羅臼町、斜里町にまたがる知床半島の中の第四紀火山である。標高は1254.2m。山体は両町にまたがるが、ピークは斜里町に属する。その原始のままの自然は常人を近づけない。

## 特徴
円錐形火山で山頂には大爆裂火口がある。地質は安山岩質の成層火山である。南東はなだらかな高原状で、山頂北側には崖があり、火口壁と推測されている。山体の西斜面をポトビラベツ川と鮹岩の沢が刻んでオホーツク川へ、東斜面をウナキベツ川とカモイウンペ川が刻み根室海峡へ注いでいる。山体は更新世噴出の安山岩の溶岩からなり、山稜西斜面には針葉樹林が広がっている。侵食が進んでいるが、北面を除く山頂一帯と知床沼周辺には火山地形がよく残されている。火山活動の時期は60万年～20万年前。北側にはオチッチウシ鉱床、南側にテッパンベツ鉱山を有するが全く開発されていない。

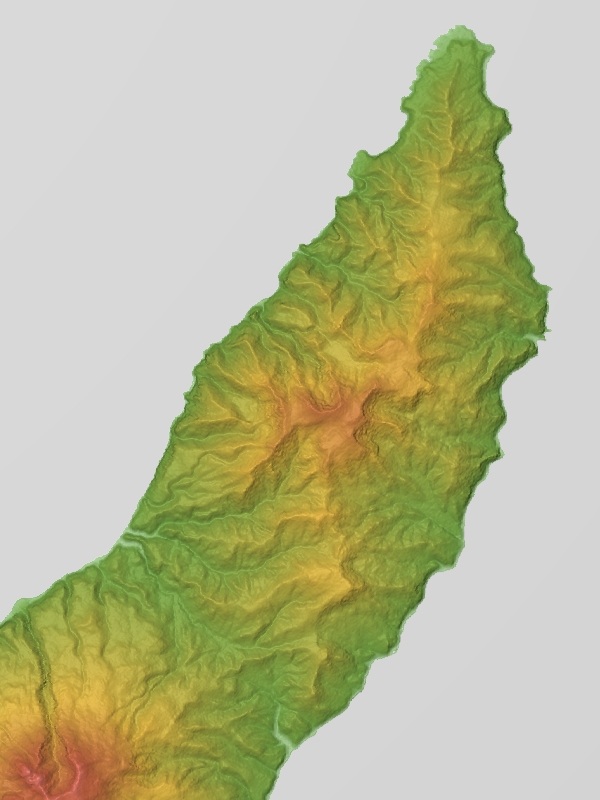
知床火山の火山体地形図

## 動植物相
海から直接強風が吹きつけ、気候も冷涼であるため森林限界が500～800mと低く、下部はダケカンバ、ミズナラ、上部はトドマツ、ハイマツ帯となっている。ハンノキも見られる。またヒグマやオオワシ、シマフクロウなどの大型鳥獣も多い。

## 登山ルート
ウトロ側からコタキ川を遡行、もしくは相泊側から海岸線を北上し観音岩からウナキベツ川からポロモイ大地へと出て稜線伝いに登攀する。環境省では相泊側からのルートを推奨している。整備された登山道は無く沢の遡行やハイマツのヤブこぎをしなければ山頂に到達することはできない。所々踏み跡はあるものの当てにならない。ただし伏流水はいたるところに見られる。
どうしても野営をする場合は知床沼周辺に4人用テント3～4張程度の指定区域が特別に設けられている。また羅臼町のルサフィールドハウスでも最新の情報を手に入れることが可能である。山頂からの眺めはポトピラベツ川の大崩壊地がすさまじい。
ウトロ側からのアタックは、知床大橋からテッパンベツ川へと右岸の道へ入渓し、コタキ川へと進む。
積雪期はスキー登山で知られており、カモイウンベ川ルートも取ることができる。相泊からカモイガワウンベ川左岸から主稜線コルを目指すかアイゼンに履き替え尾根を目指す。デポ旗も必要で冬期は相泊-ルサ側が閉鎖されることもあるので関係各所に問い合わせることが必要となる。
知床岳から知床岬に縦走するルートもある。こちらも同様に登山道は無く、相応の体力、読図能力が要求される。